# Nohant-Vic

Nohant-Vic este o comună în departamentul Indre, Franța. În 1 ianuarie 2022 avea o populație de 451 de locuitori.